# UFC Fight Night: Lewis vs. Oleinik
UFC Fight Night: Lewis vs. Oleinik (conosciuto anche come UFC Fight Night 174 oppure UFC on ESPN+ 32 o anche UFC Vegas 6) è stato un evento di arti marziali miste tenuto dalla Ultimate Fighting Championship l'8 agosto 2020 all'UFC APEX di Las Vegas, negli Stati Uniti.

## Risultati
|                  | Divisione               |                  |                 |                    | Metodo                                      | Round           | Tempo           | Premio          |
| Card Principale  | Card Principale         | Card Principale  | Card Principale | Card Principale    | Card Principale                             | Card Principale | Card Principale | Card Principale |
| ---------------- | ----------------------- | ---------------- | --------------- | ------------------ | ------------------------------------------- | --------------- | --------------- | --------------- |
|                  | Pesi massimi            | Derrick Lewis    | batte           | Oleksij Olijnyk    | KO tecnico (pugni)                          | 2               | 0:21            |                 |
|                  | Pesi medi               | Chris Weidman    | batte           | Omari Akhmedov     | Decisione unanime (29-27, 29-27, 29-28)     | 3               | 5:00            |                 |
|                  | Pesi medi               | Darren Stewart   | batte           | Maki Pitolo        | Sottomissione (guillotine choke)            | 1               | 3:41            | POTN            |
|                  | Pesi gallo femminili    | Yana Kunitskaya  | batte           | Julija Stoliarenko | Decisione unanime (30-26, 30-27, 30-27)     | 3               | 5:00            |                 |
|                  | Catchweight (158 lbs)   | Beneil Dariush   | batte           | Scott Holtzman     | KO (pugno girato)                           | 1               | 4:38            |                 |
| Card Preliminare |                         |                  |                 |                    |                                             |                 |                 |                 |
|                  | Catchweight (174.5 lbs) | Tim Means        | batte           | Laureano Staropoli | Decisione unanime (30-27, 29-28, 29-28)     | 3               | 5:00            |                 |
|                  | Pesi medi               | Kevin Holland    | batte           | Joaquin Buckley    | KO tecnico (pugni)                          | 3               | 0:32            | POTN            |
|                  | Pesi leggeri            | Nasrat Haqparast | batte           | Alexander Muñoz    | Decisione unanime (30-27, 30-27, 30-27)     | 3               | 5:00            |                 |
|                  | Pesi medi               | Andrew Sanchez   | batte           | Wellington Turman  | KO (pugni)                                  | 1               | 4:14            | POTN            |
|                  | Pesi piuma              | Gavin Tucker     | batte           | Justin Jaynes      | Sottomissione (rear-naked choke)            | 3               | 1:43            | POTN            |
|                  | Pesi piuma              | Youssef Zalal    | batte           | Peter Barrett      | Decisione unanime (30-26, 30-26, 30-27)     | 3               | 5:00            |                 |
|                  | Pesi gallo              | Irwin Rivera     | batte           | Ali AlQaisi        | Decisione non unanime (29-28, 28-29, 29-28) | 3               | 5:00            |                 |

## Premi
I lottatori premiati ricevettero un bonus di 50.000 dollari.
Legenda:
- FOTN: Fight of the Night (vengono premiati entrambi gli atleti per il miglior incontro dell'evento)
- POTN: Performance of the Night (viene premiato il vincitore per la migliore performance dell'evento)